# Sematophyllum santae
Sematophyllum santae là một loài rêu trong họ Sematophyllaceae. Loài này được Tosco & Piovano mô tả khoa học đầu tiên năm 1956.